# Большое Золотое кольцо России
Большое Золотое кольцо России — российский туристический проект, созданный в 2022 году в рамках развития туризма и межрегионального взаимодействия между 10 регионами-участниками по аналогии с маршрутом Золотое кольцо России. Территория «Большое Золотое кольцо» включает 10 областей: Владимирскую, Ивановскую, Калужскую, Смоленскую,Костромскую, Московскую, Рязанскую, Тверскую, Тульскую и Ярославскую. Задача проекта — объединить исторические места и природные красоты десяти регионов страны так, чтобы турист во время поездки мог получить самые разнообразные впечатления и равномерный уровень сервиса во всех точках пребывания. Реализация проекта рассчитана на период до 2035 года.

## История
3 июня 2021 года на XXIV Петербургском международном экономическом форуме между Ростуризмом и руководством девяти областей Центрального федерального округа было подписано соглашение о сотрудничестве по развитию нового туристического маршрута «Большое Золотое кольцо».
18 и 19 ноября 2021 года в Ярославле состоялся 1-й межрегиональный туристический форум «Большое Золотое кольцо». Основные направления в работе форума: формирование пула инвестиционных проектов межрегионального значения, развитие исторических центров городов в логике экономики впечатлений, формирование конкурентного турпродукта с учётом ресурсов территорий, создание общей программы продвижения и цифровой экосистемы.
С февраля по 25 апреля 2022 года на портале Большого Золотого кольца проходил сбор идей для развития туризма на территориях субъектов, в частности для определения количества и видов предоставляемых туристических услуг и формирования маршрутов для путешественников. Проект рассчитан до 2035 года, его основные задачи — развитие туристической инфраструктуры, формирование сети межрегиональных маршрутов, развитие новых видов туризма, брендинг.
14 и 15 декабря 2022 года в Ярославле состоялся 2-й межрегиональный туристический форум «Большое Золотое кольцо». Основные направления в работе форума: презентация мастер-плана туристической макротерритории «Большое Золотое кольцо». Мероприятие организовано в рамках национального проекта «Туризм и индустрия гостеприимства».